# Jochen Kaltschmid
Jochen Horst Kaltschmid (* 17. April 1933 in Giengen an der Brenz; † 6. März 2018) war ein deutscher Pädagoge und Professor an der Universität Heidelberg.

## Leben
Jochen Kaltschmid wurde 1933 geboren. Seine Eltern waren der leitende Angestellte Karl August Kaltschmid und Margot Kaltschmit, geborene Silberhorn.
Kaltschmid war nach dem Abschluss an der Oberschule („Mittlere Reife“) in Giengen an der Brenz und einer kaufmännischen Lehre als Angestellter tätig. Nach Sonderreifeprüfung konnte er 1954 ein Studium der Pädagogik aufnehmen. 1958 erwarb er das Diplom als Handelslehrer an der Universität Mannheim und 1962 das Doktorat Dr. rer. pol. mit der Dissertation Mensch und Menschlichkeit in der industriellen Gesellschaft und Kultur. Gefahren und Möglichkeiten in der gegenwärtigen Situation. Von 1962 bis 1968 war Kaltschmid Wissenschaftlicher Assistent an der Universität (Wissenschaftliche Hochschule) Mannheim. Seine Lehrermächtigung hatte er 1966 erhalten. Ab 1968 war er Dozent an der PH Reutlingen, an der er 1970 zum Professor ernannt wurde. 1973 wechselte er als Professor für Erziehungswissenschaft zur Universität Heidelberg an das Institut für Bildungswissenschaft und gehörte der Fakultät für Verhaltens- und Empirische Kulturwissenschaften an. Von 1974 bis 1975 war er Prodekan. Er lebte in Mainz-Gustavsburg und trat 1998 in den Ruhestand.
In seiner Forschung beschäftigte sich Jochen Kaltschmid insbesondere mit Fragen der Erwachsenenbildung und der Bedeutung der Sozialisation in der Pädagogik.
Das von Kaltschmid gemeinsam mit Rolf Arnold 1986 herausgegebene Buch Erwachsenensozialisation und Erwachsenenbildung: Apekte einer sozialisationstheoretischen Begründung von Erwachsenenbildung wurde 1987 von Hartmut M. Griese in der Zeitschrift für Pädagogik ausführlich und kritisch rezensiert. Griese kommt am Ende anerkennend zu dem Schluss, dass das Buch einen bisher weißen Fleck in der Forschungslandschaft zur rechten Zeit fülle und eine wíchtige Diskussionsbasis darstelle, jedoch merkt er ebenfalls an, dass das Buch sein eigentliches Ziel, nämlich eine sozialisationstheoretischen Begründung von Erwachsenenbildung zu liefern, nicht erreicht habe.
Jochen Kaltschmid war evangelisch, ab 1961 mit Helga Kaltschmid, geborene Schumann, verheiratet und hatte eine Tochter (Astrid) und einen Pflegesohn (Gerd).

## Veröffentlichungen (Auswahl)
Monographien
- Mensch und Menschlichkeit in der industriellen Gesellschaft und Kultur: Gefahren und Möglichkeiten in der gegenwärtigen Situation. A. Grosch, Heidelberg, Dissertation, 1962.
- Menschsein in der industriellen Gesellschaft. Eine kritische Bestandsaufnahme. Kösel-Verlag, München 1965.
- mit Arno F. Caspers: Projektstudien zur Arbeitslehre. Beispiel: Industrielle Produktion. Ernst Klett Verlag, Stuttgart 1974, ISBN 3-12-926060-9.
- Verhältnis von Erziehungswissenschaft und Wirtschaftspädagogik. 1976.
- mit Alex Zimmermann: Perspektiven pädagogischer Ausbildungsgänge: Ergebnisse eines Projekts. Projektbericht. Erziehungswissenschaftliches Seminar d. Univ., Heidelberg, 1978.
- Die Schülerrolle. 1978.

Herausgeberschaften
- mit Rolf Arnold: Erwachsenensozialisation und Erwachsenenbildung. Apekte einer sozialisationstheoretischen Begründung von Erwachsenenbildung. Verlag Moritz Diesterweg, Frankfurt am Main 1986, ISBN 978-3-425-07926-4.
- mit Bernd Götz: Erziehungswissenschaft und Soziologie. Wissenschaftliche Buchgesellschaft, Darmstadt 1977, ISBN 3-534-06334-1.
- mit Bernd Götz: Sozialisation und Erziehung. Wissenschaftliche Buchgesellschaft, Darmstadt 1978, ISBN 3-534-07311-8.
- Bildung in Stufen. 1979.

Aufsätze
- Bildung in Stufen, Aus-und Weiterbildung im Baukastensystem. In: E. Mändle, A. Möller, F. Voigt (Hrsg.): Wirtschaftspolitik in Theorie und Praxis. Gabler Verlag, 1979. doi:10.1007/978-3-322-83702-8_26
- Rezension von: Georg Rothe, „Berufliche Bildung in Stufen“. In: Pädagogische Rundschau. 24, 1970, S. 337–339.
- Education and life long learning. in: Zeitschrift für Gerontologie, 1988, 21, S. 184–192.
- Sozialisationstheorie, Sozialwissenschaften und Didaktik der Erwachsenenbildung - Eine Problemskizze, in: Studienbibliothek für Erwachsenenbildung, Band 2, Frankfurt/Main 1991, S. 14–42.
- Biographische und lebenslauftheoretische Ansätze und Erwachsenenbildung, in: Handbuch Erwachsenenbildung/Weiterbildung, Opladen 1999, S. 97–120.